# Saturnino Martín Cerezo
Saturnino Martín Cerezo (Miajadas, 11 de febrero de 1866-2 de diciembre de 1945) fue un militar y héroe español después de encabezar la resistencia en la iglesia de Baler, en Filipinas.

## Primeros años
Siempre mostró una gran devoción por los libros y el estudio, pero tanto la mentalidad de la época, como la paupérrima situación de su familia, lo obligaron, desde muy joven, a trabajar en el campo para ayudarla. Pero no tardaría mucho en darse cuenta de que eso no era lo suyo y se presentó voluntario, con 17 años, al ejército. Tras ascender a sargento, en 1897 fue nombrado segundo teniente de la escala de reserva tras ofrecerse como voluntario para ser destinado a Filipinas, por la necesidad de cubrir las vacantes existentes ante la revuelta tagala en esa Capitanía.
Tras la paz de Biak-na-Bato, aparentemente sofocada la revolución filipina, el gobierno decidió sustituir los 400 hombres del mayor Génova, en Baler, por el pequeño destacamento de 50 hombres al mando de Juan Alonso Zayas.

## El sitio de Baler
Cerezo embarcó en Manila rumbo a Baler a principios de 1898, donde llegó en febrero, junto al comandante del destacamento, el teniente Juan Alonso Zayas y el recién nombrado gobernador civil y militar del distrito el Príncipe, el Capitán de Infantería Enrique de las Morenas y Fossi. A pesar de que entre Baler y Manila apenas había 275 kilómetros, las comunicaciones por tierra eran prácticamente inexistentes: el barco era el medio habitual para la recepción de mercancías y noticias.
Tras un breve periodo de tranquilidad, el 30 de junio de 1898, durante una patrulla rutinaria, los hombres al mando de Cerezo cayeron en una emboscada de los insurgentes filipinos, comandados por Teodorico Novicio Luna. El cabo Jesús García Quijano resultó herido y comenzó el sitio.
Los españoles se refugiaron en la iglesia del pueblo por ser el edificio más sólido y defendible en caso de prolongarse la situación que, finalmente, duró 337 días, hasta junio de 1899. El 18 de octubre, Alonso murió de beriberi, por lo que Martín Cerezo tomó el mando del destacamento hasta el final del sitio.

## Regreso a España

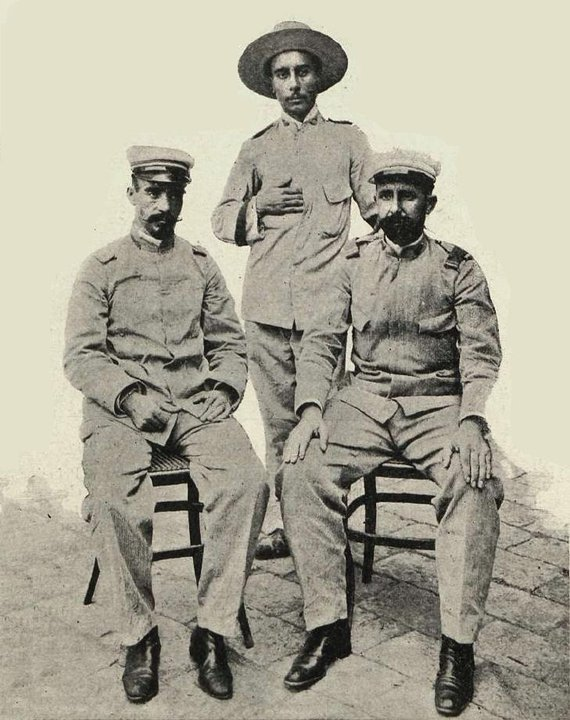
A la izquierda, el médico Rogelio Vigil de Quiñones. En el centro, de pie, el cabo Jesús García Quijano. A la derecha, el segundo teniente Saturnino Martín Cerezo. Fotografía tomada el 2 de febrero de 1899 en Barcelona, tras el regreso del destacamento a España, y aparecida en el artículo "Los héroes de Baler", publicado en el número 19 de Iris. Revista Semanal Ilustrada. El pie de foto dice: El médico D. Rogelio Vigil de Quiñones. El segundo teniente D. Saturnino Martín Cerezo. El asistente del teniente.

El 28 de julio de 1899, Martín Cerezo embarcó junto con el destacamento en el puerto de Manila y llegó a Barcelona el 1 de septiembre y el 7 de ese mismo mes a Madrid, donde fue recibido en el ministerio de Guerra. El 21 entró en Miajadas bajo el apoteósico recibimiento de sus paisanos. Martín Cerezo fijó su residencia en Madrid, donde continuaría su carrera militar (alcanzó el empleo de general de brigada). Acostumbraba a ir a su tierra, concretamente a Los Canchos de Miajadas para dedicarse a su afición: la caza. Murió en Madrid el día 2 de diciembre de 1945.

## Reconocimientos
El Ayuntamiento de Miajadas cambió el nombre de la calle donde nació y le dio el suyo. Se abrió una colecta pública para regalarle un sable como recuerdo de su pueblo. Asimismo, se colocaron dos lápidas en honor del que fue héroe de Baler: una en su casa natal y otra en el salón de actos del Ayuntamiento.
```
  EN ESTA CASA NACIÓ
  EL 11 DE FEBRERO DE 1866
  EL CAPITÁN
  D. SATURNINO MARTÍN CEREZO
  HÉROE DE BALER.
  Su pueblo natal le dedica esta lápida para perpetuar la memoria.
```

Ha sido nombrado hijo adoptivo de Cáceres y Trujillo. Además, Alfonso XIII le otorgó la Cruz Laureada de San Fernando por Real Orden de 11 de julio de 1901.  Tiene calles dedicadas en Miajadas, Cáceres y Madrid. Él mismo narró en 1904 su hazaña en el libro El Sitio de Baler, notas y recuerdos, de donde rescatamos:

Mucho supone en el fragor de la batalla el ataque a la batería formidable; mucho el cruzarse con las bayonetas enemigas; pero aún hay algo más pavoroso, irresistible y difícil en la tenaz resistencia del que, una hora y otra hora, un día y otro día, sabe luchar contra la obsesión que le persigue: sostenerse tras la pared que le derriban y no ceder a los desfallecimientos del cansancio.